# Paolo Agelli
Paolo Agelli (Forlì, 9 gennaio 1778 – Forlì, 12 gennaio 1841) è stato un pittore italiano.

## Biografia
Nato in una famiglia povera si formò per dieci all'Accademia di San Luca di Roma grazie a una pensione, dove fu allievo del Gaspare Landi e del Vincenzo Camuccini.
Tornato a Forlì, insegnò pittura e disegno nel ginnasio cittadino. Raggiunse inoltre una certa fama come pittore di scene storiche e religiose, pur conducendo vita isolata rispetto ai principali circuiti espositivi. Mantenne la sua pittura a un livello accademico, ma fu un colorista originale.
Fra le sue opere si ricordano una Santa Chiara, eseguita per la chiesa di San Sebastiano e ora alla Pinacoteca civica, Leèna che si morde la lingua per non parlare a Ippia nel Palazzo Comunale (1818), probabilmente la sua opera più riuscita, e diversi dipinti presso chiese e collezioni private forlivesi.
Morì per una malattia mentale. Era fratello del letterato Santo Agelli.